# Distenia sumatrensis
Distenia sumatrensis es una especie de escarabajo longicornio del género Distenia, categorizada en la tribu Disteniini, de la orden Coleoptera. Fue descrita por Schwarzer en 1924.

## Descripción
Mide 20 mm de longitud.

## Distribución
Se distribuye por Indonesia (Sumatra).